# Bomarea angulata
Bomarea angulata är en alströmeriaväxtart som beskrevs av George Bentham. Bomarea angulata ingår i släktet Bomarea och familjen alströmeriaväxter. IUCN kategoriserar arten globalt som akut hotad. Inga underarter finns listade i Catalogue of Life.